# Instationarität
Die Instationarität, technisch auch Transienz, steht für die Eigenschaft eines Parameters, im Zeitablauf keinem konstanten Wert zu folgen. Das Gegenteil wird als Stationarität bezeichnet.
Wird ein stochastischer Prozess betrachtet, so sind zwei Arten der Instationarität zu unterscheiden: die homogene Instationarität und die inhomogene Instationarität. Dabei lässt sich die homogene Instationarität durch eine geeignete Transformation der Zeitreihe (z. B. durch Differenzenbildung) in eine stationäre Zeitreihe umwandeln.
Die Bezeichnung transient kommt aus dem Englischen, ist inzwischen aber auch im Deutschen bekannt. Sie hat ihre Bedeutung im Ingenieurwesen, besonders im Wasserbau, bei Strömungsberechnungen, bei Wärmetransportberechnungen, bei diversen numerischen Berechnungen etc.